# Szany
Szany [saň] je velká obec v Maďarsku v župě Győr-Moson-Sopron, spadající pod okres Csorna. Nachází se asi 15 km jihovýchodně od Csorny a asi 18 km severozápadně od Pápy. V roce 2015 zde žilo 2 024 obyvatel. Dle údajů z roku 2011 tvoří 91,3 % obyvatelstva Maďaři, 4 % Romové a 0,3 % Němci, přičemž 8,7 % obyvatel se ke své národnosti nevyjádřilo.
Blízko obce protéká řeka Rába.

## Sousední obce
| Růžice kompasu | Szil      | Rábacsanak    | Egyed           | Růžice kompasu |
| Růžice kompasu | Rábasebes | Sever         | Rábaszentandrás | Růžice kompasu |
| Růžice kompasu | Rábasebes | Szany         | Rábaszentandrás | Růžice kompasu |
| Růžice kompasu | Rábasebes | Jih           | Rábaszentandrás | Růžice kompasu |
| Růžice kompasu |           | Egyházaskesző | Várkesző        | Růžice kompasu |